# 2020年東京オリンピックのサッカー競技・南米予選
本記事では、2020年東京オリンピックのサッカー競技における南米予選について述べる。南米サッカー連盟（CONMEBOL）所属国によって競われる。別名「CONMEBOLプレオリンピック大会」。
本記事では男子競技の南米予選を詳述する。女子競技の南米予選は2018 コパ・アメリカ・フェメニーナが兼ねたため、そちらを参照。

## 概要
2018年8月14日にCONMEBOLは、オリンピック男子サッカーの2020年大会については2004年大会以来となる南米予選を開催すること、またその開催地をコロンビアとすることを発表した。なおその間（2008年大会・2012年大会・2016年大会）の南米予選については、南米ユース選手権が兼ねるものとされていた。

## 大会方式
全10チームが5チームずつの2組に分かれ、それぞれ1回総当たりで対戦する。各組上位2チームずつ（合計4チーム）がさらに1回総当たりで対戦し、その上位2チームがオリンピック出場権を得る。

### 順位決定方式
総当たり戦で勝ち点が並んだチームについては、以下の優先順位により順位を付ける。
1. グループ全試合での得失点差
2. グループ全試合での総得点
3. 勝ち点が並んだチーム間での直接対戦における勝ち点
4. 勝ち点が並んだチーム間での直接対戦における得失点差
5. 勝ち点が並んだチーム間での直接対戦における総得点
6. 反則ポイント（イエローカード1点、イエローカード2枚によるレッドカード3点、直接のレッドカード4点、イエローカードを受けた選手の直接のレッドカード5点）
7. 抽選

## 1次ラウンド

### グループA
| 順 | チーム       | 試 | 勝 | 分 | 敗 | 得 | 失 | 差 | 点 |
| -- | ------------ | -- | -- | -- | -- | -- | -- | -- | -- |
| 1  | アルゼンチン | 4  | 4  | 0  | 0  | 9  | 2  | +7 | 12 |
| 2  | コロンビア   | 4  | 2  | 1  | 1  | 7  | 3  | +4 | 7  |
| 3  | チリ         | 4  | 2  | 1  | 1  | 4  | 2  | +2 | 7  |
| 4  | ベネズエラ   | 4  | 1  | 0  | 3  | 3  | 7  | −4 | 3  |
| 5  | エクアドル   | 4  | 0  | 0  | 4  | 0  | 9  | −9 | 0  |

| 2020年1月19日 |

| エクアドル | 0 - 3    | チリ                                               |
|            | レポート | ポロソ 59分 (o.g.) · モジャ 76分 · モラレス 90+4分 |

| エスタディオ・エルナン・ラミレス・ビジェガス, ペレイラ |

| 2020年1月19日 |

| コロンビア     | 1 - 2    | アルゼンチン                          |
| カラスカル 7分 | レポート | マック・アリステル 11分 · ガイチ 51分 |

| エスタディオ・エルナン・ラミレス・ビジェガス, ペレイラ |

| 2020年1月22日 |

| チリ          | 1 - 0    | ベネズエラ |
| アラオス 82分 | レポート |            |

| Estadio Centenario de Armenia, アルメニア |

| 2020年1月22日 |

| コロンビア                                                          | 4 - 0    | エクアドル |
| ベネデッティ 15分 · カラスカル 26分 · セトレ 32分 · カルボネロ 87分 | レポート |            |

| Estadio Centenario de Armenia, アルメニア |

| 2020年1月25日 |

| ベネズエラ    | 1 - 0    | エクアドル |
| ソテルド 25分 | レポート |            |

| エスタディオ・エルナン・ラミレス・ビジェガス, ペレイラ |

| 2020年1月25日 |

| チリ | 0 - 2    | アルゼンチン               |
|      | レポート | カパルド 8分 · ペレス 57分 |

| エスタディオ・エルナン・ラミレス・ビジェガス, ペレイラ |

| 2020年1月28日 |

| アルゼンチン            | 1 - 0    | エクアドル |
| マック・アリステル 12分 | レポート |            |

| エスタディオ・エルナン・ラミレス・ビジェガス, ペレイラ |

| 2020年1月28日 |

| コロンビア                            | 2 - 1    | ベネズエラ        |
| カラスカル 45+2分 · アトゥエスタ 71分 | レポート | ウルタード 45+1分 |

| エスタディオ・エルナン・ラミレス・ビジェガス, ペレイラ |

| 2020年1月31日 |

| ベネズエラ           | 1 - 4    | アルゼンチン                                                        |
| ソテルド 27分 (pen.) | レポート | コロンボ 49分 · サラーチョ 75分 · アルバレス 86分 · ブストス 90+1分 |

| エスタディオ・エルナン・ラミレス・ビジェガス, ペレイラ |

| 2020年1月31日 |

| コロンビア | 0 - 0    | チリ |
|            | レポート |      |

| エスタディオ・エルナン・ラミレス・ビジェガス, ペレイラ |

### グループB
| 順 | チーム     | 試 | 勝 | 分 | 敗 | 得 | 失 | 差 | 点 |
| -- | ---------- | -- | -- | -- | -- | -- | -- | -- | -- |
| 1  | ブラジル   | 4  | 4  | 0  | 0  | 11 | 5  | +6 | 12 |
| 2  | ウルグアイ | 4  | 2  | 0  | 2  | 5  | 6  | −1 | 6  |
| 3  | ボリビア   | 4  | 2  | 0  | 2  | 8  | 10 | −2 | 6  |
| 4  | パラグアイ | 4  | 1  | 0  | 3  | 5  | 6  | −1 | 3  |
| 5  | ペルー     | 4  | 1  | 0  | 3  | 4  | 6  | −2 | 3  |

| 2020年1月20日 |

| ウルグアイ  | 1 - 0    | パラグアイ |
| ロッシ 48分 | レポート |            |

| Estadio Centenario de Armenia, アルメニア |

| 2020年1月20日 |

| ブラジル          | 1 - 0    | ペルー |
| パウリーニョ 43分 | レポート |        |

| Estadio Centenario de Armenia, アルメニア |

| 2020年1月23日 |

| パラグアイ          | 2 - 0    | ボリビア |
| バレイロ 45分, 88分 | レポート |          |

| エスタディオ・エルナン・ラミレス・ビジェガス, ペレイラ |

| 2020年1月23日 |

| ブラジル                                             | 3 - 1    | ウルグアイ  |
| ペドリーニョ 14分 · クーニャ 31分 (pen.) · ペペ 77分 | レポート | ブエノ 80分 |

| エスタディオ・エルナン・ラミレス・ビジェガス, ペレイラ |

| 2020年1月26日 |

| ボリビア                                                       | 3 - 2    | ウルグアイ                        |
| ビジャロエル 25分 (pen.) · アブレゴ 59分 · サルディアス 90+4分 | レポート | J.ロドリゲス 78分 · ビニャス 80分 |

| Estadio Centenario de Armenia, アルメニア |

| 2020年1月26日 |

| パラグアイ                    | 2 - 3    | ペルー                                                         |
| サルセド 15分 · ディアス 16分 | レポート | ゴンサレス 53分 · カランサ 71分 · アルサメンディア 74分 (o.g.) |

| Estadio Centenario de Armenia, アルメニア |

| 2020年1月29日 |

| ペルー | 0 - 1    | ウルグアイ      |
|        | レポート | ヒネージャ 11分 |

| Estadio Centenario de Armenia, アルメニア |

| 2020年1月29日 |

| ブラジル                                                                   | 5 - 3    | ボリビア                            |
| アントニー 3分 · クーニャ 16分 · グガ 39分 · ヘイニエル 61分 · ペペ 90+5分 | レポート | アブレゴ 20分, 71分 · レジェス 79分 |

| Estadio Centenario de Armenia, アルメニア |

| 2020年2月1日 |

| ボリビア                                     | 2 - 1    | ペルー        |
| ビジャロエル 69分 · サルディアス 75分 (pen.) | レポート | ルハン 90+6分 |

| Estadio Centenario de Armenia, アルメニア |

| 2020年2月1日 |

| ブラジル                      | 2 - 1    | パラグアイ            |
| パウリーニョ 75分 · ペペ 89分 | レポート | R.フェルナンデス 61分 |

| Estadio Centenario de Armenia, アルメニア |

## 決勝ラウンド
| 順 | チーム       | 試 | 勝 | 分 | 敗 | 得 | 失 | 差 | 点 |
| -- | ------------ | -- | -- | -- | -- | -- | -- | -- | -- |
| 1  | アルゼンチン | 3  | 2  | 0  | 1  | 5  | 6  | −1 | 6  |
| 2  | ブラジル     | 3  | 1  | 2  | 0  | 5  | 2  | +3 | 5  |
| 3  | ウルグアイ   | 3  | 1  | 1  | 1  | 6  | 5  | +1 | 4  |
| 4  | コロンビア   | 3  | 0  | 1  | 2  | 3  | 6  | −3 | 1  |

| 2020年2月4日 |

| アルゼンチン                              | 3 - 2    | ウルグアイ                    |
| マック・アリステル 18分, 55分 · ベラ 39分 | レポート | ラミレス 67分 · アレソ 90+3分 |

| エスタディオ・アルフォンソ・ロペス, ブカラマンガ |

| 2020年2月4日 |

| ブラジル      | 1 - 1    | コロンビア  |
| クーニャ 71分 | レポート | セトレ 27分 |

| エスタディオ・アルフォンソ・ロペス, ブカラマンガ |

| 2020年2月7日 |

| ブラジル                     | 1 - 1    | ウルグアイ    |
| デ・アルアバレナ 40分 (o.g.) | レポート | ウガルテ 35分 |

| エスタディオ・アルフォンソ・ロペス, ブカラマンガ |

| 2020年2月7日 |

| アルゼンチン              | 2 - 1    | コロンビア         |
| ウルシ 50分 · ペレス 53分 | レポート | セトレ 67分 (pen.) |

| エスタディオ・アルフォンソ・ロペス, ブカラマンガ |

| 2020年2月10日 |

| コロンビア  | 1 - 3    | ウルグアイ                                          |
| セトレ 78分 | レポート | ラミレス 28分 · サナブリア 53分 · J.ロドリゲス 61分 |

| エスタディオ・アルフォンソ・ロペス, ブカラマンガ |

| 2020年2月10日 |

| アルゼンチン | 0 - 3    | ブラジル                                |
|              | レポート | パウリーニョ 13分 · クーニャ 30分, 55分 |

| エスタディオ・アルフォンソ・ロペス, ブカラマンガ |

## 2020年オリンピック男子サッカー出場国
- アルゼンチン（優勝）
- ブラジル（準優勝）